# Valdosaurus canaliculatus
Il valdosauro (Valdosaurus canaliculatus) è un dinosauro erbivoro appartenente agli ornitopodi, vissuto nel Cretaceo inferiore (circa 125 milioni di anni fa). I suoi resti sono stati ritrovati in Inghilterra.

## Descrizione

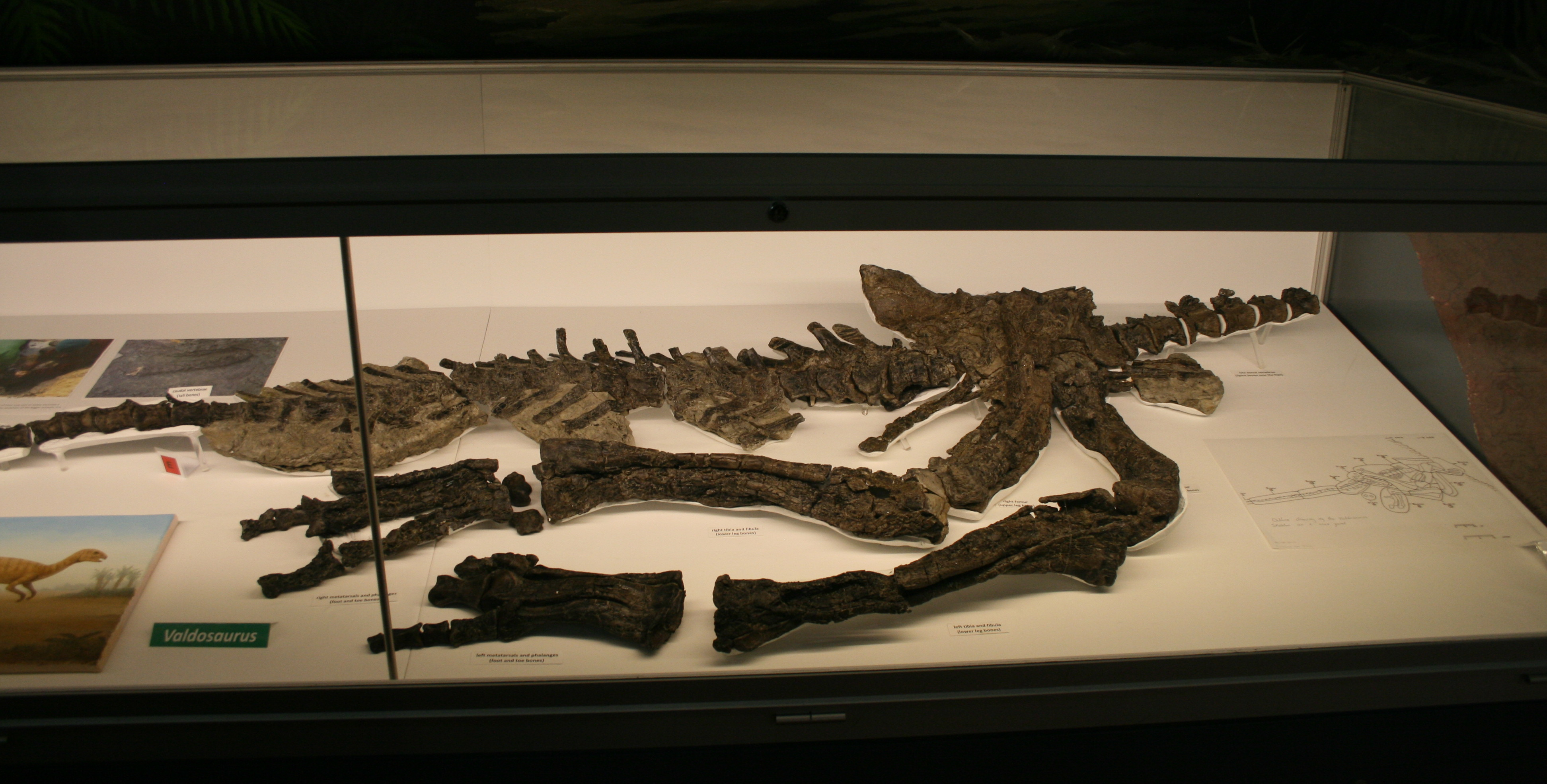
Resti fossili

Le poche ossa fossili note di questo animale, comprendenti un femore, sono sufficienti a ricostruire il valdosauro come uno snello bipede erbivoro, dalle zampe posteriori particolarmente lunghe e robuste ma dalla scarsa attitudine alla corsa. Di circa tre metri di lunghezza, il valdosauro (il cui nome significa “lucertola del Weald”) mostra grandi affinità con il ben più noto Dryosaurus, un iguanodonte primitivo vissuto qualche milione di anni prima in Nordamerica e in Africa.

## Una specie africana
In Africa (Niger) è stato ritrovato un altro resto fossile, anch'esso un femore proveniente dal Cretaceo inferiore, del tutto simile a quello ritrovato in Inghilterra. L'osso è stato inizialmente descritto come appartenente a una nuova specie di Valdosaurus, V. nigeriensis, ma successivamente è stato attribuito al nuovo genere Elrhazosaurus. Frammenti di animali simili sono stati rinvenuti in Romania.